# Barbut ventreblanc
El barbut ventreblanc (Lybius leucogaster) és una espècie d'ocell de la família dels líbids (Lybiidae) tradicionalment considerat una subespècie del barbut capblanc.
Habita sabanes obertes del sud-oest d'Angola.